# Карло Бігатто
Карло Бігатто (італ. Carlo Bigatto, 29 серпня 1895, Бальцола — 16 вересня 1942, Турин) — італійський футболіст, що грав на позиції півзахисника. По завершенні ігрової кар'єри — тренер.
Виступав, зокрема, за клуб «Ювентус», а також національну збірну Італії.
Дворазовий чемпіон Італії (як гравець). Чемпіон Італії (як тренер). 

## Клубна кар'єра
У футболі дебютував виступами за команду «Юньйор». Протягом 1910—1913 років захищав кольори клубу «П'ємонте».
1913 року перейшов до клубу «Ювентус», за який відіграв майже 18 років. Дебютував у офіційному матчі 12 жовтня 1913 року в 18-річному віці матчі проти клубу «Лібертас» (Мілан), що завершився перемогою туринців з рахунком 3:1. Бігатто забив у цьому матчі третій гол своєї команди, який залишиться єдиним його голом у чемпіонаті Італії за кар'єру.
Карло швидко став відомою особистістю в футбольних колах не лише через футбольні здібності, але й через дві примітних особливості. По-перше, це його імідж: Бігато грав у капелюсі, що спускався до вух, який разом з довгими вусами надавав йому «піратського» вигляду. По-друге, Карло мав рідкісну для спортсмена звичку: викурювати до 140 сигарет в день.
Розпочинав у команді як центрфорвард, але згодом перекваліфікувався у півзахисника. Швидко став одним з лідерів команди і багаторічним капітаном. В 1915 році пішов на фронт у піхотну бригаду Пінероло.. Основним видом його діяльності була деревообробна промисловість, через що Бігатто всю кар'єру грав за клуб виключно як любитель, не отримуючи зарплатні.
В 1926 році виборов з командою титул чемпіона Італії. Був одним з провідних гравців тієї команди, разом з такими футболістами як Джанп'єро Комбі, Вірджиніо Розетта, Ференц Хірзер, Федеріко Мунераті. Останній матч у складі клубу зіграв 21 грудня 1930 року проти «Лаціо» (1:2) в першому з п'яти поспіль чемпіонських сезонів команди на початку 1930-х років.

## Виступи за збірну
1925 року дебютував в офіційних матчах у складі національної збірної Італії в матчі проти збірної Франції (7:0). Протягом кар'єри у національній команді, яка тривала 3 роки, провів у її формі 5 матчів. В цих матчах італійська команда жодного разу не програла (4 перемоги і 1 нічия).

## Кар'єра тренера
В ролі тренера працював в «Ювентусі» в 1935 році разом з Бенедетто Голою, наприкінці сезону 1934/35, у якому клуб вп'яте поспіль завоював чемпіонський титул.
Помер 16 вересня 1942 року на 48-му році життя у місті Турин після тривалої хвороби.
| Дата      | Місто    | Господарі | Результат | Гості          | Турнір           | Голи | Примітки |
| --------- | -------- | --------- | --------- | -------------- | ---------------- | ---- | -------- |
| 22-3-1925 | Турин    | Італія    | 7 – 0     | Франція        | товариський матч | -    | 25'      |
| 8-11-1925 | Будапешт | Угорщина  | 1 – 1     | Італія         | товариський матч | -    |          |
| 17-1-1926 | Турин    | Італія    | 3 – 1     | Чехословаччина | товариський матч | -    |          |
| 21-3-1926 | Турин    | Італія    | 3 – 0     | Ірландія       | товариський матч | -    | 46'      |
| 17-4-1927 | Турин    | Італія    | 3 – 1     | Португалія     | товариський матч | -    |          |
| Усього    |          | Матчів    | 5         |                | Голів            | 0    |          |

## Титули і досягнення

### Як гравця
- Чемпіон Італії (2):

«Ювентус»: 1925-1926, 1930-1931

### Як тренера
- Чемпіон Італії (1):

«Ювентус»: 1934-1935